# 천바오주
천바오주(중국어: 陳寶珠, 영어: Connie Chan, 1947년 1월 1일 ~ )는 중화인민공화국 홍콩 특별행정구의 여성 연극배우, 영화배우, 가수이다. 본명(本名)은 허페이진(何佩勤).

## 생애
중화민국 광둥 성 광저우에서 출생하여 지난날 한때 중화인민공화국 광둥성 장먼 시 신후이 구 와이하이 촌에서 잠시 유아기를 보낸 적이 있는 그녀는 4세 시절이던 1951년 중화인민공화국 광둥성 광저우에서 아역 연극배우 첫 데뷔, 그 후 홍콩으로 이주하여 1958년 11세 때 홍콩 영화 《진향련(秦香蓮)》으로 아역 영화배우 데뷔하였고 1968년 가수 데뷔하기도 하였다.
그녀는 홍콩 영화배우의 원로급 가운데 한 명으로 알려져 있다.